# Selijàrovka
El Selijàrovka - Селижаровка (rus) - és un riu de Rússia. Passa per l'óblast de Tver. És un afluent per l'esquerra del Volga.
Neix al llac Seliguer, al nord-oest dels turons de Valdai. Continua direcció sud, formant una vall boscosa de gran valor turístic. Al seu curs hi ha tot de datxes i de cases d'estiu. Té una llargària de 36 km i una conca de 2.950 km².